# 特殊伐採

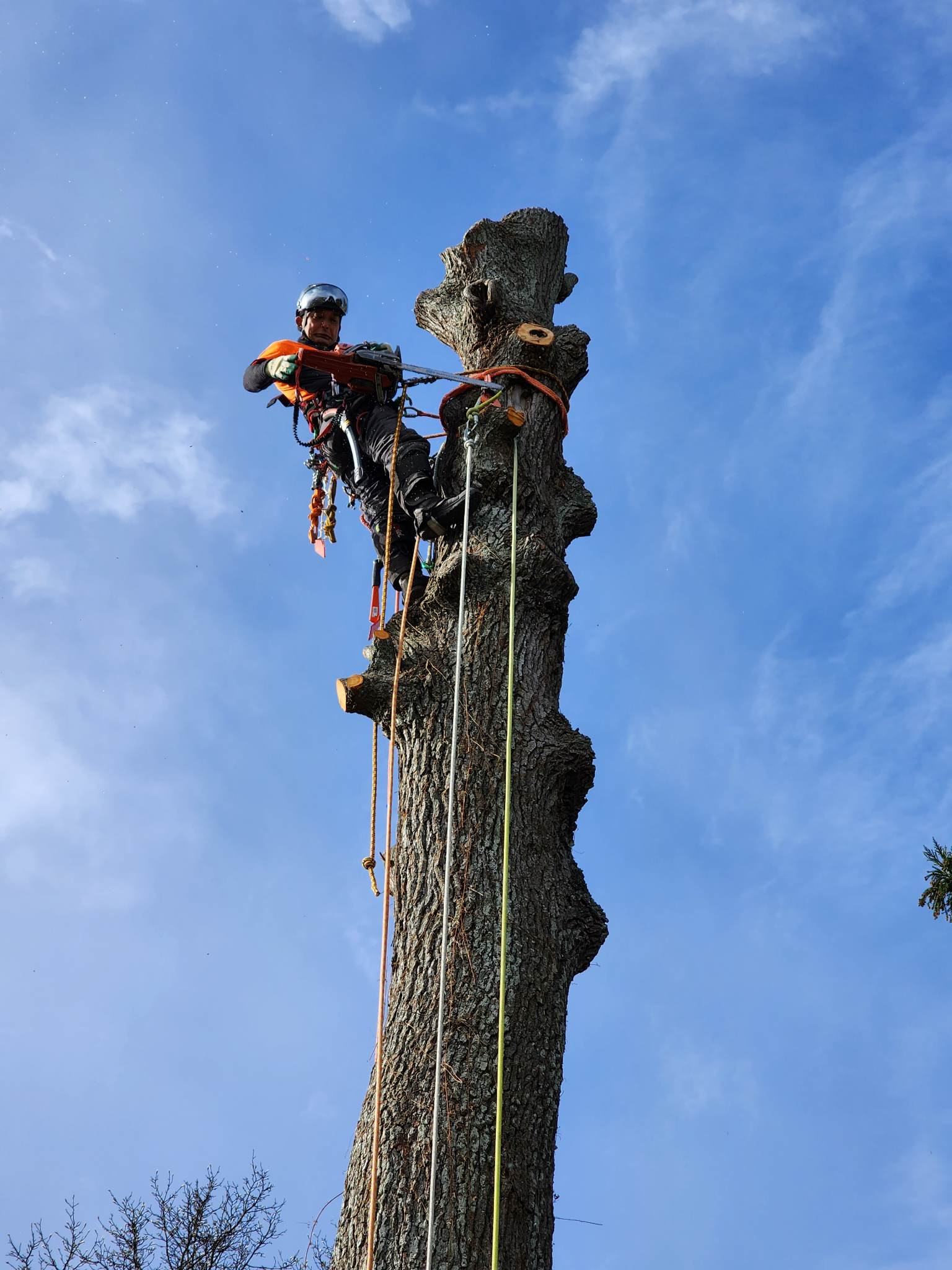
ロープアクセスによる特殊伐採

特殊伐採（とくしゅばっさい）は、樹木を伐採する手法の呼称。建物や電線などの障害物に囲まれて、通常の樹木の伐採（伐倒）が困難な場合、樹木の上部から切り、吊り下ろすなどして伐採を行う手法全般を指す。
ロープや登攀具を用い伐採技術者が樹上に登り、樹木の上部から木を部分的に切り離し、切った部位はロープで吊り下ろす。他にラフテレーンクレーンを用いて吊り上げる場合もある。また高所作業車を用いて上部から切り下ろす場合も特殊伐採に含まれる。
対象になる樹木を伐採する場合の他、一部の枝や樹の頭頂部のみを取り除く、いわゆる剪定作業を含めて、伐採技術者が樹木に登る全ての作業を特殊伐採と呼ぶ場合もある。

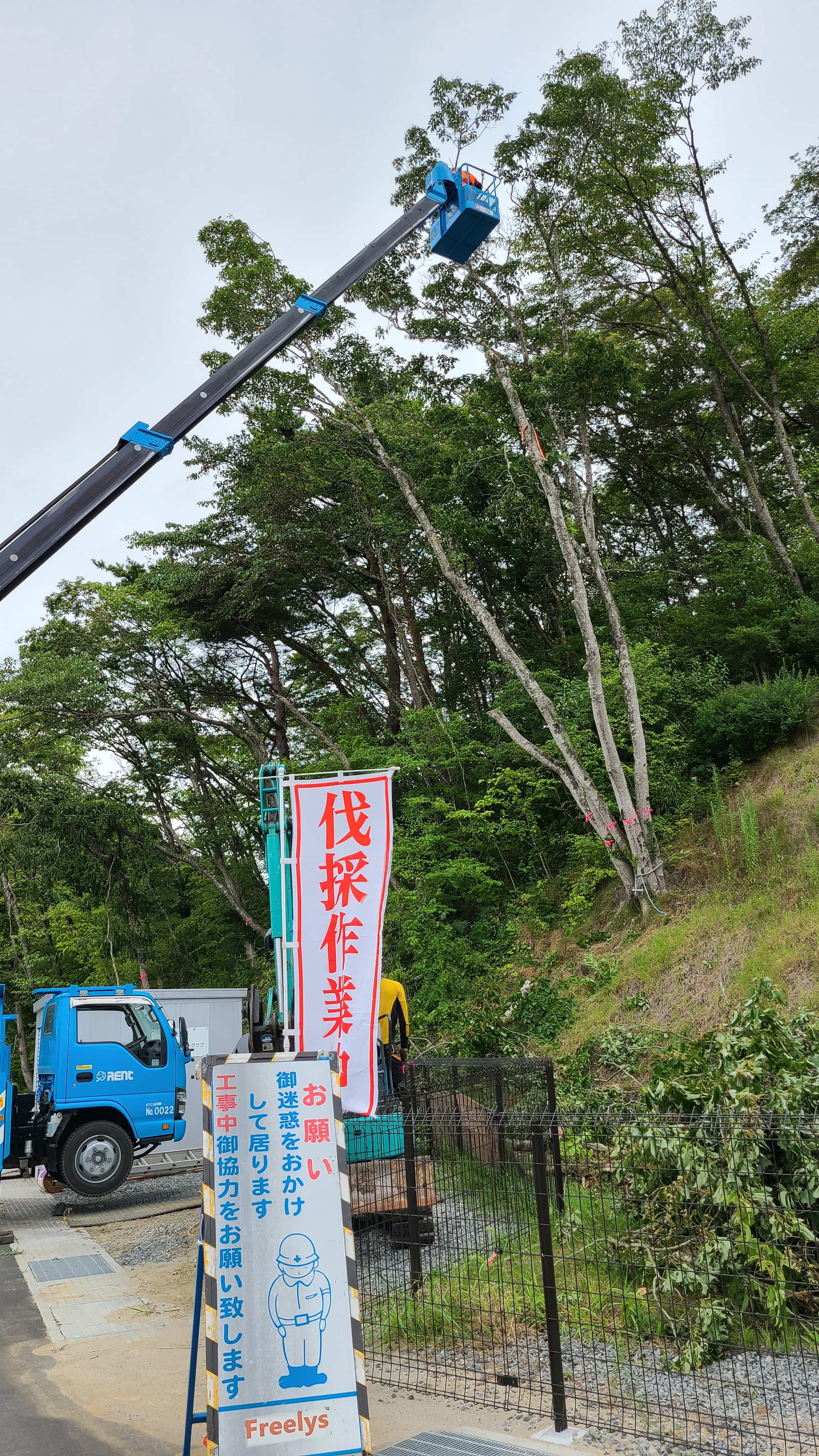
高所作業車による特殊伐採